# Camptochaeta xysticoides
Camptochaeta xysticoides är en tvåvingeart som beskrevs av Heikki Hippa och Pekka Vilkamaa 1994. Camptochaeta xysticoides ingår i släktet Camptochaeta och familjen sorgmyggor.
Artens utbredningsområde är Alaska. Inga underarter finns listade i Catalogue of Life.